# Shunpei Yamazaki
Shunpei Yamazaki (山崎 舜 平, Yamazaki Shunpei, nacido el 8 de julio de 1942) es un inventor japonés en el campo de la informática y la física del estado sólido. Es un ingeniero graduado de la Universidad Doshisha y un inventor prolífico que figura como el autor de más de 11 000 familias de patentes y más de 26 000 publicaciones de distintas patentes para sus invenciones. En 2005 fue nombrado como el inventor más prolífico de la historia según el periódico estadounidense USA Today. Posteriormente, Yamazaki fue superado por Kia Silverbrook el 26 de febrero de 2008. Yamazaki alcanzó a Silverbrook en 2017.

## Empresa de semiconductores
Shunpei Yamazaki es presidente y accionista mayoritario de la empresa de investigación Semiconductor Energy Laboratory (SEL) de Tokio. La mayoría de las patentes que posee están relacionadas con la tecnología de pantallas de computadora y son propiedad de SEL, con Yamazaki nombrado individual o conjuntamente como inventor.